# Ferran Sancho Pifarré
Ferran Sancho Pifarré (Barcelona, 1953) es un catedrático y economista español. Rector de la Universidad Autónoma de Barcelona entre 2012 y 2016.

## Biografía
Se licenció en Económicas y Empresariales por la Universidad Autónoma de Barcelona. Más tarde estudió en Universidad de California en Berkeley donde realizó un máster y en 1983 se doctoró por la UAB.
En 2012 fue proclamado rector en unas elecciones muy disputadas, donde Sancho no obtuvo la mayoría absoluta de los votos, pero tras la ponderación de los diferentes colectivos que participan en las mismas ganó las elecciones.
Su línea de investigación se ha centrado en la política impositiva y la política fiscal medioambiental, el desarrollo de modelos computacionales y el análisis interindustrial.